# Komárov (Mirotice)
Komárov (německy Ruda) je malá osada v okrese Písek v Jihočeském kraji. Je součástí města Mirotice a katastrálního území Lučkovice. Nachází se pod vrcholem Soudný (516 m n. m.), asi 5 km severozápadně od Mirotic a asi 24,5 km severozápadně od Písku.
Jsou zde registrována dvě čísla popisná: 50 a 51. Nachází se zde kříž, výklenková kaple a bezejmenný rybníček. Jihovýchodně od osady se nachází další kříž, věnovaný manželi Josefem a Josefou Procházkovými. Podle starších map z 19. století se v blízkosti Komárova (tehdy nazývaného Ruda) nacházela kruhová cihelna, podle které je pojmenovaný Cihlářský rybník v Lučkovicích.